# Раритет (књига)
Раритет (лат. raro - ретко) је појам који означава неку ретку појаву, предмет или биће које се јасно разликује од осталих. Овај појам је сличан појму антиквитета.
Такође, овај појам се може везати за разне сфере као што су наука, економија, музика, књижевност итд.  

## Раритет код књига
Раритет код књига означава појаву да је број копија неког издања веома мали, па је самим тим вредност копија тих издања већа. Раритет је тесно повезан са вредношћу. Вредност књига се огледа кроз различите битне критеријуме као што су стање, старост, квалитет штампе и илустрације, сакралност и потражња.

## Критеријуми[5]
Јохан Вогт, књижевни историчар 18. века, осмислио је низ критеријума за одређивање реткости књига. Вогтова листа 5 критеријума је објављена у Хамбургу 1732. године.
- Што је мање колекционара поседује одређену књигу и што ју је теже наћи и добити, то се њена реткост или раритет повећава.

- Не постоје апсолутни стандарди реткости; различите књиге имају различите степене важности и пожељности. Постоје различити жанрови књига, као и различите верзије књиге које ће утицати на реткост. Исти стандарди се не могу применити на другачију ситуацију.

- Треба бити свестан временског фактора и географског положаја при одређивању раритета књиге. Чест је случај да књига на почетку свог објављивања поседује већи раритет, али да временом њена реткост постање све мања, чак и да књига постане честа. Књига може бити ретка и тешко приступачна на једном месту, али често виђена на другом; и сакупњачи на једном месту из локалних разлога могу придавати важност књизи или рукопису која се може одбацити на другом месту. У скупљању ретких књига постоји „мода“. Пре неколико година је одређени жанр књиге можда био популаран за колекционаре и подигао вредност. Сада је мало људи заинтересовано за неки жанр или аутора па и сама вредност књиге опада. Постоје и географске преференције за одерђене субјекте или ауторе.

- Перцептивни књижевни ум познаје сталне константе реткости: да ће рукописи и књиге написане пре 1500. године увек бити ретки; да ће књиге аутора класицизма штампане од стране водећих штампарија 16. века увек бити ретке; да ће књиге Мартина Лутера и његових савременика и Библије штампане пре 1545. године увек бити ретке; да ће књиге штампане у другим земљама увек бити ретке; да ће књиге које су у прошлости биле забрањиване и спаљиване увек бити ретке;  да ће неколико  преосталих примерака књига које су нестале или остале у рукама појединца увек бити ретке;  да ће контравезне књиге о влади и религијским вођама увек бити ретке; да ће књиге које се штампају у веома ограниченом броју увек бити ретке; да ће веома велике или изузетно мале књиге увек бити ретке. Рукописи, посебно осветљени рукописи задржавају своју вредност. И инкунабуле, тачније прве књиге које су штампане захваљујући развоју Гутенбергове штампарије, између 1450. и 1501. године, такође временом имају све већи раритет. Све ово је битно за историјску културу књига и читања. Ране верзије Библије су веома битне, али као опште правило, Библије се не сматрају ретким ако нису повезане са значајном личношћу или догађајем.  Забрањене књиге и контравезни списи увек имају одређени печат који утиче на људе да желе да поседују нешто што би им могло донети невоље.

- Ретке књиге нису увек најбоље очуване. Некада нису ни вредне читања. Али често књига која је инфериорна по свом изгледу или садржају вреди само због своје реткости.

Књиге, документи и списи који се подразумевају раритетима су епифоре тзв. књиге пролазне појаве, што значи да су штампане без намере да трају већ да брзо нестану, зато су и ретке, а друга врста су инкунабуле књиге најранијег ступња развоја које су битне због свог места у историји. Једна од ретких књига која спада у ову врсту је Гутенбергова Бибилија.

## Најпознатији раритети[6]
- Први Фолио, 1623.
- Гутенбергова Библија, 1455.
- Птице Америке, 1827.
- Кодекс Леичестер, 1510.
- Дон Кихот, 1605.
- Приповести Барда Бидла, 2008.